# Буковжлак
Буковжлак (словен. Bukovžlak) је насељено место у општини Цеље, Савињска регија, Словенија.

## Историја
До територијалне реорганизације у Словенији био је у саставу старе општине Цеље.

## Становништво
У попису становништва из 2011. године, Буковжлак је имао 354 становника.
| Број становника према пописима | Број становника према пописима | Број становника према пописима |
| ------------------------------ | ------------------------------ | ------------------------------ |
| 1991                           | 2002                           | 2011                           |
| 346                            | 329                            | 354                            |

Напомена: Године 1994. умањено за део насеља који је припојен насељу Трновље при Цељу.